# 4º Reggimento carabinieri a cavallo

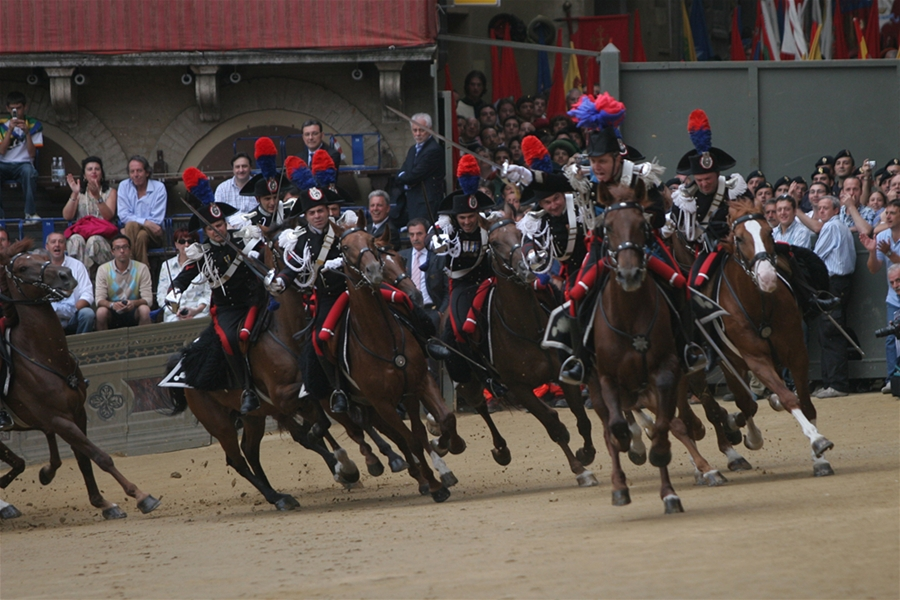
Reiter und Pferde des Regiments 2007 in Siena

Das 4º Reggimento carabinieri a cavallo, deutsch 4. Carabinieri-Regiment zu Pferde, ist ein Kavallerie-Regiment in Bataillonsstärke der Carabinieri, einer militärischen Polizeitruppe Italiens. Das Regiment hat seinen Sitz in der Caserma Salvo D’Acquisto im Stadtteil Tor di Quinto im Norden von Rom (Municipio XV), nahe der gleichnamigen Pferderennbahn.

## Aufgaben
Dieses letzte vollständig berittene Regiment der italienischen Streitkräfte untersteht zusammen mit etlichen Bereitschaftspolizeibataillonen der 1. mobilen Brigade der Carabinieri. Es übernimmt typische Aufgaben der berittenen Polizei sowie Ausbildungsaufgaben und bei Bedarf militärische Aufklärungs- und Sicherungsaufgaben. Bei besonderen Anlässen stellt es Ehrenformationen. Internationale Bekanntheit erlangte es im Lauf der Zeit durch seine Auftritte bei Formationsreitveranstaltungen mit seinem Carosello storico und in Italien mit seinen Beiträgen zur Hippotherapie.
Im Bereich der militärischen Ehren sind in Rom auch berittene Teile der Corazzieri, der ebenfalls von den Carabinieri gestellten Leibgarde des italienischen Staatspräsidenten aktiv.
Unmittelbar neben der Kaserne des 4. Carabinieri-Regiments zu Pferde befindet sich die des Kavallerie-Regiments Lancieri di Montebello, eines Heeres-Verbandes der Brigade Granatieri di Sardegna, dem neben gepanzerten Einheiten zu Zwecken des Pferdesports und für protokollarische Aufgaben ebenfalls noch eine berittene Traditionseinheit angehört. Zu den Corazzieri, den Lancieri di Montebello und zum Reitsportzentrum des Heeres in Montelibretti bei Rom bestehen enge Verbindungen.

## Geschichte
Das 4. Carabinieri-Regiment zu Pferde wurde am 1. April 1963 aus kleineren berittenen Einheiten aufgestellt und zusammen mit drei Bereitschaftspolizei-Regimentern als 4. Regiment der damaligen XI. Carabinieri-Brigade unterstellt. Es verfügte zunächst neben Stabs- und Versorgungseinheiten über eine reitende Abteilung und über eine berittene Ausbildungsabteilung. Letztere wurde 1965 an die Carabinieri-Ausbildungslegion abgegeben. Von 1965 bis 1968 führte es drei berittene territoriale Abteilungen mit Standort in Mailand, Cagliari und Palermo. Danach unterstand ihm eine reitende Abteilung und das örtliche Reitzentrum. Von 1977 bis 2007 nannte sich der Verband nur „Carabinieri-Regiment zu Pferde“, dann kam die alte Ordnungszahl wieder dazu.

## Carosello storico

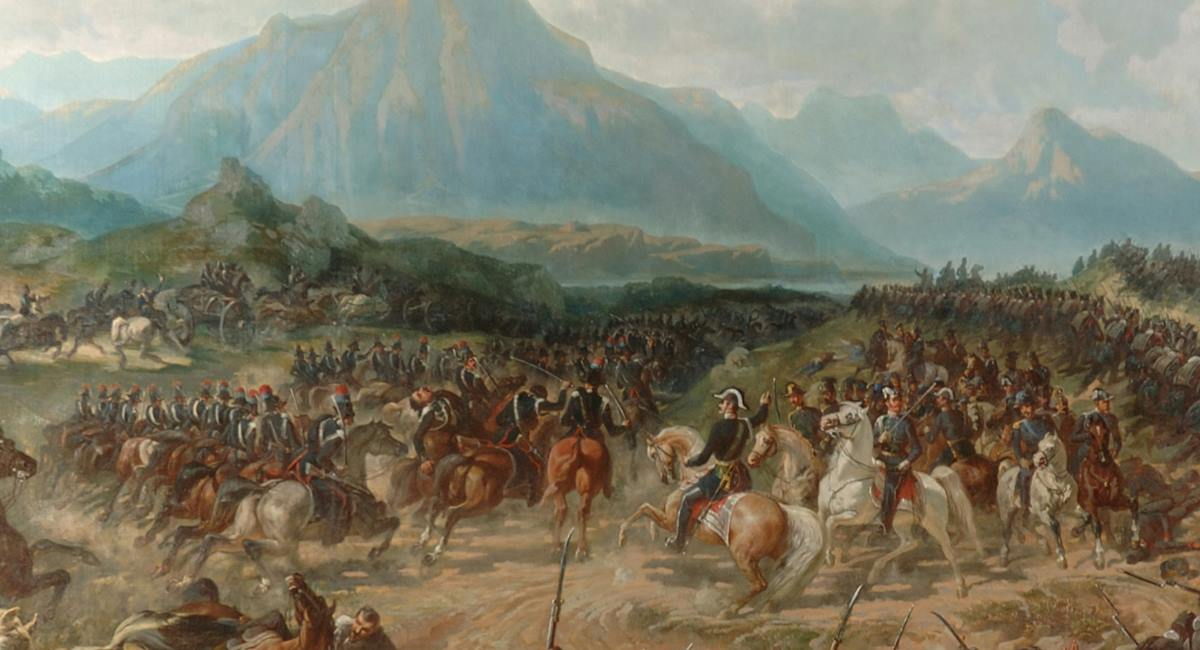
Pastrengo 1848

Das Regiment sieht sich in der Nachfolge der berittenen Teile der Carabinieri seit deren Gründung im Jahr 1814 und als Wahrer der alten Kavallerietraditionen Italiens. Im Bereich der Traditionspflege spielen die Kavallerieattacken von Grenoble im Jahr 1815 und die von 1848 in Pastrengo eine besondere Rolle. Das symbolische Reenactment von Pastrengo ist Teil des Carosello storico.
Dieses als „Historisches Karussell der Carabinieri“ bezeichnete Formationsreiten ist auch eine Reminiszenz an die mittelalterlichen Ritterturniere, unter anderem an das Duell von Barletta. Im weitesten Sinn kann es auch mit Kunstflug verglichen werden. In Rom wird es vom Regiment in der Regel in der Villa Borghese an der Piazza di Siena vorgeführt. Dort fand es am 3. Mai 1883 anlässlich der Hochzeit von Thomas von Savoyen-Genua und Isabella von Bayern statt, von den Carabinieri wurde es dort erstmals am 9. Juli 1933 in historischen Uniformen dargeboten und erhielt bei dieser Gelegenheit seinen heutigen Namen. Nach dem Zweiten Weltkrieg wurde das Carosello storico immer wieder im Ausland vorgeführt, unter anderem 1953, 1966 und 1981 in Paris, 1958 in Brüssel, 1963, 1966 und 1972 in Frankfurt am Main. In Rom stand es wiederholt bei Besuchen ausländischer Staatsoberhäupter auf dem Programm, unter anderem 1959 beim Besuch von Charles de Gaulle und bei Besuchen von Elisabeth II.